# Касенов, Нурбек
Нурбе́к Касе́нов (род. 3 января 1976) — советский и киргизский боксёр. Участник летних Олимпийских игр 1996 и 2000 годов, серебряный призёр чемпионата Азии 1999 года.

## Биография
Нурбек Касенов родился 3 января 1976 года.
Воспитанник боксёрской школы республиканского училища олимпийского резерва.
В 1990 году стал призёром первенства СССР среди спортивных интернатов, проходившего в Донецке.
В 1996 году вошёл в состав сборной Кыргызстана на летних Олимпийских играх в Атланте. Выступал в весовой категории до 67 кг. В 1/16 финала решением судей победил Шейна Хипса из Тонга, в 1/8 финала решением судей проиграл Нариману Атаеву из Узбекистана.
В 1998 году выступал на летних Азиатских играх в Бангкоке, выбыл в четвертьфинале весовой категории до 71 кг.
В 1999 году стал серебряным призёром чемпионата Азии в Ташкенте, уступив в финале весовой категории до 71 кг Ермахану Ибраимову из Казахстана.
В 2000 году вошёл в состав сборной Кыргызстана на летних Олимпийских играх в Сиднее. Выступал в весовой категории до 71 кг. В 1/16 финала решением судей проиграл Хели Янесу из Венесуэлы.
Мастер спорта Кыргызстана международного класса.